# 外後頭隆起
外後頭隆起（がいこうとうりゅうき、英: external occipital protuberance）は後頭骨後頭鱗の中央付近に存在する突起である。

## 概要
頭蓋骨の後部を構成する後頭骨には後頭鱗と呼ばれる平らな領域があり、そのなかで弱く隆起した領域が外後頭隆起である。
外後頭隆起は体表から触診できる。後頭部の生え際よりやや上方の正中線上に骨の隆起として確認できる。外後頭隆起のなかで最も突出した点がイニオンである。
外後頭隆起には項靭帯と僧帽筋が付着している。
16世紀のアナトリア人の骨を調査したところ、統計的に（男性の骨に比べて）女性の骨では外後頭隆起があまり目立たないことが判明した。
外後頭隆起から外側へ伸びる左右の線が上項線（英: superior nuchal line）で、その上にかすかに見えるのが最上項線（英: highest nuchal line）である。

## 部位

### イニオン
イニオン（英: inion）は外後頭隆起の最も突出した点である。外後頭隆起点とも。
ἰνίον、iníon、ギリシャ語で後頭骨の意味。イニオンは脳波検査において電極配置のための目印として使われる（10-20法）。

## 追加画像
- Position of external occipital protuberance (shown in red). Animation.